# Östra Born (Rättvik)
Östra Born är en småort i Rättviks socken i Rättviks kommun i Dalarnas län.